# Spazio profondo (Star Trek)
Spazio profondo (Space Seed) è il ventiduesimo episodio della prima stagione della serie televisiva di fantascienza Star Trek. Scritto da Gene L. Coon e Carey Wilber e diretto da Marc Daniels, è stato trasmesso negli USA il 16 febbraio 1967.
L'episodio presenta l'iconico personaggio di Khan Noonien Singh, interpretato da Ricardo Montalbán e nemesi del capitano Kirk, confinato in criostasi a bordo dell'astronave SS Botany Bay assieme ad altri "potenziati" alla fine degli anni novanta del XX secolo dopo le guerre eugenetiche, dove viene trovato dall'equipaggio dell'Enterprise. Khan ritornerà quindici anni dopo nel film Star Trek II - L'ira di Khan, sempre interpretato da Ricardo Montalbán, che rappresenta il sequel di questo episodio, e, nella Kelvin Timeline, nel film Into Darkness - Star Trek, dove viene interpretato da Benedict Cumberbatch.
Gli avvenimenti narrati in questo episodio inoltre e, in particolare, i potenziati e le guerre eugenetiche, verranno ripresi in altri episodi della saga di Star Trek, all'interno della serie animata Star Trek e delle serie live-action Star Trek: Deep Space Nine e Star Trek: Enterprise, in cui i tre episodi consecutivi Terra di confine, Stazione 12 e I potenziati rappresentano una sorta di prequel di questo episodio.

## Trama
Data stellare 3141.9 (2267). La USS Enterprise si imbatte nel relitto dell'astronave SS Botany Bay alla deriva nello spazio. Un gruppo di sbarco composto dal capitano Kirk, dal dottor McCoy, dal capo ingegnere Montgomery Scott e dalla storica Marla McGivers, viene teletrasportato nell'astronave. Il gruppo trova a bordo della Botany Bay un gruppo di 84 umani, di cui 72 ancora in vita in animazione sospesa da almeno 200 anni, gli altri 12 sono morti durante il viaggio. La McGivers identifica il capo del gruppo che viene rianimato e portato a bordo dell''Enterprise per un esame medico.
Il capitano Kirk nel frattempo ha agganciato la Botany Bay con il raggio traente e l'Enterprise si preparla a portarla con sé alla base spaziale 12. In infermeria il leader del gruppo si risveglia e si presenta come Khan. La McGirvers si dimostra molto interessata a Khan, una reliquia vivente del XX secolo, suo campo di studio. Il primo ufficiale Spock nel trattempo scopre che il loro ospite è in realtà Khan Noonien Singh, il quale, con il suo gruppo, è un prodotto della selezione artificiale atta a produrre umani potenziati. Gli umani modificati geneticamente divennero invece dei tiranni e conquistarono più di un terzo del pianeta durante le guerre eugenetiche degli anni novanta del XX secolo.
Khan viene così messo sotto custodia in un alloggio. La McGivers viene mandata a informarlo su quanto sta accadendo. Sfruttando l'attrazione che la McGivers prova nei suoi confronti, Khan le rivela che intende riconquistare il suo dominio sull'umanità e ha bisogno del suo aiuto per impadronirsi dell'Enterprise. Riluttante, accetta di aiutarlo e i due si teletrasportano a bordo del Botany Bay, dove risvegliano tutti gli altri potenziati. Ritornati a bordo dell'Enterprise ne prendono il controllo. Khan chiude Kirk in una camera di decompressione e minaccia di farlo soffocare lentamente se gli ufficiali non accetteranno di obbedirgli. Marla McGivers cambia fronte e libera Kirk dalla camera. Kirk e Spock liberano gas anestetico in tutta la nave per addormentare Khan e il suo gruppo, ma questi sfugge al gas e si reca nella sezione ingegneria, dove tenta di distruggere l'Enterprise. Qui Kirk lo affronta e lo sconfigge.
Kirk ordina una riunione con i suoi ufficiali per decidere del destino di Khan e della sua gente. Viene così deciso di esiliarli sul pianeta Ceti Alpha V, un mondo primordiale che Kirk ritiene perfetto per Khan, in grado di "addomesticarlo". Khan accetta, citando la celebre frase del poema Paradiso perduto di John Milton: «Meglio regnare all'inferno che servire in paradiso». Kirk permette inoltre a Marla McGivers di seguirlo, così da evitare la corte marziale. Spock conclude che sarebbe interessante vedere il frutto dei semi piantati su Ceti Alpha V, ritornando sul pianeta tra 100 anni.

## Produzione

### Sceneggiatura

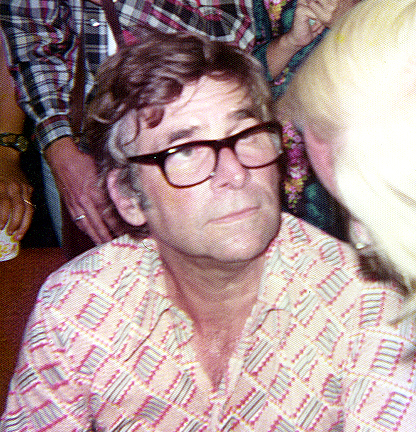
La Writers Guild of America ha negato a Gene Roddenberry l'autorizzazione a venire accreditato come autore di Spazio profondo

Carey Wilber venne incaricato di scrivere la sceneggiatura di un episodio di Star Trek. La sua idea era basata su un episodio che aveva scritto per la serie televisiva Captain Video and His Video Rangers (1949–1955). La storia si basava su umani dell'Antica Grecia che venivano trasportati nello spazio in animazione sospesa e che venivano ritrovati da persone del futuro scoprendo in loro poteri mitologici. Per Spazio profondo, Wilber sostituì questi poteri mitologici con abilità sviluppate grazie all'ingegneria genetica. Wilber aveva lavorato per un breve periodo con Gene Roddenberry nella serie televisiva Harbormaster. Il suo contributo alla fantascienza si estende al di là di Star Trek: negli stessi anni ha scritto sceneggiature anche per Lost in Space e per Kronos - Sfida al passato (The Time Tunnel). La sceneggiatura subì numerose modifiche durante la preproduzione, dal momento che il produttore Bob Justman la trovò troppo dispendiosa. Anche Gene L. Coon contribuì ad apportare modifiche allo scritto.
Nella prima versione della storia proposta da Wilber che sarebbe in seguito divenuta Spazio profondo, datata 29 agosto 1966, poco prima della messa in onda del primo episodio della serie, il "cattivo" era Harold Erickson, un criminale ordinario esiliato nello spazio. Questi cerca di liberare la propria gang dalla Botany Bay impossessandosi dell'Enterprise e diventando un pirata. Parte della storia venne ispirata dalla colonie penali del XVIII secolo e le descrizioni vennero basate sulla bibbia per le sceneggiature. Come risultato, molti elementi della bozza della sceneggiatura differiscono da ciò che venne in seguito rappresentato nella serie. Per esempio la prima bozza comprende una scena in cui Spock batte Kirk a scacchi. Il produttore Gene L. Coon disse a Wilber che il suo lavoro era la miglior bozza di Star Trek che aveva letto in quel periodo. Il suo collega produttore Bob Justman era meno entusiasta: lo paragonò a Flash Gordon e Buck Rogers e lo considerava troppo dispendioso per la serie. C'era anche il timore che la storia assomigliasse troppo a quella di una sceneggiatura proposta dall'autore di fantascienza Philip José Farmer, con cui era in corrispondenza Roddenberry, il che avrebbe potuto portare a controversie legali.
I dirigenti della NBC esaminarono la trama per Spazio profondo e l'approvarono, ma Justman, dopo aver riesaminato la bozza, affermò che avrebbe dovuto essere pesantemente rivista. In settembre venne data a Wilber una lista di suggerimenti per le modifiche da apportare alla sceneggiatura, compresa la richiesta di rimuovere qualsiasi menzione in merito all'ambientazione, dal momento che i produttori non avevano ancora deciso in quale punto del futuro sarebbe stata ambientata Star Trek, e di rimuovere la scena degli scacchi. Wilber sottopose una seconda bozza, ma Roddenberry aveva ancora problemi con gli elementi di base della sceneggiatura. Pensava che dei comuni criminali non sarebbero stati esiliati nello spazio e non gli piaceva per niente l'idea dei pirati spaziali. La seconda bozza introdusse l'idea che Kirk abbandonasse Erickson e il suo equipaggio su un nuovo pianeta, idea che rimase nella versione finale. A Wilber non venne richiesta una terza bozza, ma venne chiesto a Coon di riscrivere la sceneggiatura. Consegnò la sua versione il 7 dicembre, aggiornandola per due volte nei successivi cinque giorni. Wilber accettò le modifiche di Coon e lasciò lo staff dopo la presentazione della sua seconda bozza essendo i suoi obblighi contrattuali completati.
Coon propose che Erickson fosse un rivale del capitano Kirk e che fosse un superuomo geneticamente modificato che un tempo aveva governato dispoticamente una parte della Terra. Roddenberry e Justman erano però ancora scontenti della sceneggiatura e così Roddenberry la rivide a sua volta una settimana prima dell'inizio delle riprese, dopo che Ricardo Montalbán era stato scelto per la parte del rivale di Kirk. In questa versione il personaggio del nordico e biondo Erickson divenne più simile alla versione che apparve poi sullo scermo. Nella sceneggiatura di Roddenberry e Coon, il personaggio venne inizialmente ribattezzato Sibahl Khan Noonien. In seguito la società DeForest Research, che controllava le sceneggiature per conto della società di produzioine, alla ricerca di potenziali errori, suggerì il nome di Govin Bahadur Singh. Il nome Singh venne suggerito perché in parte vicino alla parola sikh. Alla fine Coon e Roddenberry decisero per il nome Khan Noonien Singh: Roddenberry aveva un vecchio amico di nome Noonieng Wang con cui aveva perso i contatti e sperava che, vedendo l'episodio, questi lo avrebbe ricontattato. Nella versione finale Roddenberry si accreditò come autore principale, accreditando Coon come coautore e non inserendo affatto il nome di Wilber, ma la Writers Guild of America rifiutò la richiesta di Roddenberry di venire accreditato. Coon venne così accreditato come autore principale e Wilber come coautore e autore della storia. Wilber non guardò l'episodio risultato dal suo lavoro e ancora trent'anni dopo affermò di non averlo ancora visto. Coon venne in seguito accreditato con il nome di Lee Cronin per il suo contributo alla sceneggiatura.

### Cast

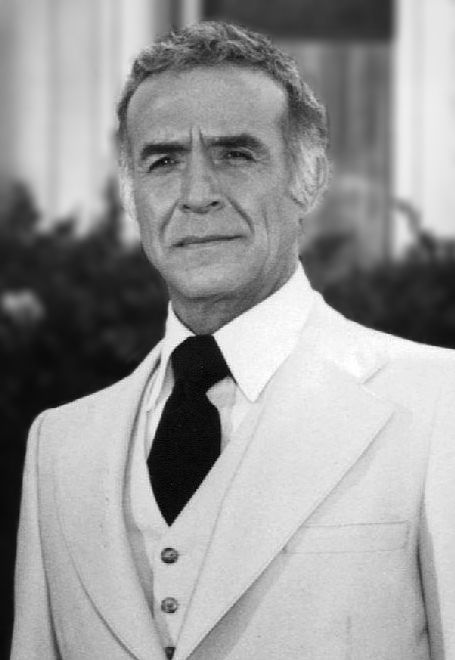
Ricardo Montalbán venne scelto per la parte di Khan Noonien Singh, ruolo che avrebbe ripreso nel film del 1982 Star Trek II - L'ira di Khan

L'attore messicano Ricardo Montalbán venne scelto per la parte del superuomo geneticamente modificato Khan Noonien Singh, rappresentando la prima scelta per il ruolo. Montalbán venne suggerito dal direttore del cast Joseph D'Agosta, che non stava cercando un attore di una particolare etnia per la parte, in base alla visione di Roddenberry della serie, che aveva una visione del XXIII secolo senza barriere etniche. Montalbán aveva già lavorato in precedenza in un film per la televisione creato da Roddenberry, The Secret Weapon of 117, conosciuto anche con il titolo The Secret Defense of 117, che rappresentava il suo primo tentativo di creare fantascienza televisiva e che venne trasmesso dieci anni prima di Star Trek. Montalbán definì il proprio ruolo di Khan "meraviglioso" aggiungendo che "era ben scritto, aveva un concetto interessante e fui deliziato che venne offerto a me". Il cast principale della serie fu entusiasta di lavorare con Montalbán. DeForest Kelley in seguito affermò: "Mi ha fatto molto piacere lavorare con Ricardo. Lo considero un privilegio. È un attore meraviglioso.".
Madlyn Rhue, che impersonava il tenente Marla McGivers, aveva già lavorato nel 1960 con Montalbán in un episodio della serie televisiva western Bonanza, dove ne interpretava la moglie. Successivamente apparve con lui in un episodio del 1982 della serie Fantasilandia. Montalbán e la Rhue apparvero inoltre separatamente in episodi della precedente serie di Roddenberry per la NBC The Lieutenant (1963–1964). Il membro del cast principale George Takei non appare in questo episodio della serie. Il personaggio di Hikaru Sulu venne rimpiazzato da MaKee K. Blaisdell nel ruolo del tenente Spinelli. È la prima di due apparizioni di Makee in Star Trek: sarebbe ritornato nell'episodio La sfida (The Changeling), nella parte del tenente Singh. John Winston appare per la seconda volta nella parte del tenente Kyle, ruolo che avrebbe ricoperto in altri nove episodi della serie. In seguito ai commenti positivi da parte dei produttori e dell'emittente televisiva riguardo James Doohan, Spazio profondo fu il primo episodio in cui il personaggio di Montgomery Scott ebbe un ruolo di maggiore rilievo.

### Riprese
Le riprese di Spazio profondo sono iniziate il 15 dicembre 1966 e si sono concluse il 22 dicembre successivo, dopo sei giorni di riprese. Le riscritture di Roddenberry, Coon e Wilber hanno portato a una sceneggiatura di quasi 60 pagine e 120 scene. Il regista scelto per dirigere l'episodio è stato Marc Daniels, che aveva già lavorato con Roddenberry in The Lieutenant. Il primo giorno di riprese ha coinciso con la messa in onda dell'episodio La navicella invisibile (Balance of Terror) e Daniels ha permesso al cast e alla troupe di tornare a casa anticipatamente per poterlo vedere. Gli altri cinque giorni sono proseguiti secondo il programma, concludendo anticipatamente le riprese nell'ultimo giorno e consentendo al cast e alla troupe di tornare a casa per guardare la replica dell'episodio Gli androidi del dottor Korby (What Are Little Girls Made Of?), trasmesso in sostituzione di Arena (Arena), che avrebbe dovuto andare in onda quella sera. Una scena filmata, ma successivamente tagliata dal montaggio dell'episodio, mostrava una discussione tra la dottoressa McGivers e Angela Martine (Barbara Baldavine), volta a dimostrare che la McGivers stava cercando un uomo forte. Altre scene sono state tagliate dopo le riprese per volontà della NBC. Ad esempio le scene girate sulla Botany Bay sono state tagliate perché i dirigenti dell'emittente televisiva ritenevano che i costumi indossati dal gruppo di potenziati appena risvegliati fossero troppo rivelatori.
Il personaggio di Khan ha richiesto cinque costumi, più di qualsiasi altra guest star apparsa nell'intera serie. Questo comporta che i costumisti avevano meno tempo da dedicare agli altri costumi. Il fisico atletico di Montalbán era talmente imponente che, quando furono loro passate le misure, i costumisti credettero fossero errate. Il costumista William Ware Theiss ha riscontrato alcune difficoltà nel produrre gli abiti nel tempo assegnato, far sembrare i materiali adeguatamente futuristici e adattarli alle sue idee nel disegno dei costumi. Due degli abiti di Khan furono adattati da costumi precedenti, mentre tre sono stati creati appositamente per Montalbán. La produzione ha costruito due nuovi set per l'episodio: la camera di decompressione in infermeria e il set della Botany Bay.
La post-produzione di Spazio profondò iniziò il 23 dicembre 1966 e proseguì fino al 5 febbraio dell'anno successivo. La Westheimer Company realizzò la maggior parte degli effetti speciali dell'episodio, a parte le scene nello spazio dell'Enterprise e della Botany Bay, che vennero invece realizzate dalla Film Effects di Hollywood, non accreditata nei titoli. Il design della Botany Bay è opera di Matt Jeffreys, creato ancora prima di quello dell'Enterprise. L'astronave era stata definita come un "antico mercantile spaziale" e venne costruita dalla Film Effetcts. La realizzazione della miniatura dell'astronave che ospitava a bordo Khan e gli altri "potenziati" ha fatto sì che il budget superasse di gran lunga il tetto di $ 12 000 a episodio, Spazio profondo infatti costò un totale di $ 197 262, contro un budget previsto di $ 180 000. A questo punto la serie aveva sforato il budget previsto di oltre $ 80 000 in totale. Il modellino del Botany Bay è stato in seguito riutilizzato come nave da carico nell'episodio Il computer che uccide (The Ultimate Computer).
Il team degli effetti sonori ha preso gli effetti sonori e li ha manipolati in modo da ottenre l'effetto del "suono dipinto" voluto da Roddenberry. Sebbene siano state utilizzate diverse fonti per gli effetti sonori, il team ha cercato di evitare di utilizzare i suoni presenti in altre serie di fantascienza, perché desiderosi di ottenere un suono originale. Tra le fonti è stato utilizzato l'archivio sonoro della U.S. Air Force, mentre il suono dei siluri fotonici è stato creato utilizzando fonti provenienti dal film La guerra dei mondi (The War of the Worlds) del 1953 diretto da Byron Haskin. Spazio profondo ha ricevuto il Golden Reel per il montaggio sonoro dalla Motion Picture Editors Guild.

## Distribuzione

### Trasmissione
Spazio profondo è stato trasmesso la prima volta negli Stati Uniti il 16 febbraio 1967 sulla NBC. Il bollettino Trendex sulle 12 ore notturne di trasmissione nelle città, compilato da Nielsen Ratings, ha mostrato come, durante la prima mezz'ora, l'episodio abbia mantenuto la seconda posizione dopo Vita da strega su ABC, con 13,12 milioni di spettatori rispetto all'avversario, che ne ha contati 14,44 milioni. L'episodio ha inoltre battuto Io e i miei tre figli trasmesso dalla CBS. Durante la seconda mezz'ora è stato spinto al terzo posto della classifica dall'inizio del Thursday Night Movie ("il film del giovedì sera") della CBS, che in quell'occasione ha trasmesso il film western I due volti della vendetta (One-Eyed Jacks), diretto e interpretato da Marlon Brando che ha ricevuto il 35% della quota di pubblico rispetto al 28% di Spazio Profondo.
Il 18 novembre 2006 è stata trasmessa in syndication per la prima volta una versione rimasterizzata in alta definizione di Spazio profondo, con nuovi effetti speciali ed esterni delle navi stellari, nonché musica e audio migliorati. È stato l'undicesimo episodio rimasterizzato a essere trasmesso. La syndication ha permesso all'episodio di venire mandato in onda da 200 emittenti locali negli Stati Uniti con i diritti di trasmissione di Star Trek che, a seconda della stazione, l'hanno diffuso tra il 18 e il 19 novembre.

### Home video
Spazio profondo è stato il primo episodio di Star Trek a venire venduto al pubblico in home video nel giugno 1982 da Paramount Home Video, in formato VHS, in una cassetta contenente il singolo episodio. È stato uno degli episodi della serie classica a essere pubblicato, il 1* novembre 1982, in formato Capacitance Electronic Disc, unitamente a La sfida. Nel 1985 l'episodio è stato pubblicato in formato LaserDisc, unitamente all'episodio Il ritorno degli Arconti. Ulteriori versioni di tutti gli episodi della serie sono state pubblicate in VHS e Betamax. Queste edizioni sono tornate al formato di un solo episodio per supporto, come nell'edizione originale del 1982.
Nel 2000 l'episodio è stato distribuito in DVD in coppia con l'episodio successivo, Una guerra incredibile, come parte della distribuzione completa della serie in questo formato. Non sono stati aggiunti contenuti extra alla serie, eccetto il DVD contenente l'ultimo episodio della terza stagione, L'inversione di rotta. Questo disco presenta due versioni del pilota originale di Star Trek, Lo zoo di Talos. Nel 2004 Spazio profondo è stato distribuito all'interno del cofanetto contenente la prima stagione della serie, parte della pubblicazione dell'intera serie classica in cofanetto. Nel 2009 l'episodio è stato incluso nell'edizione della versione rimasterizzata della serie classica in DVD e Blu-ray. Questa versione presenta nuove immagini in CGI, che comprendono l'astronave Enterprise, la Botany Bay e altre scene spaziali. L'edizione più recente di Spazio profondo è quella contenuta nella raccolta Star Trek: Origins, pubblicata in formato Blu-ray nel 2013.

## Accoglienza

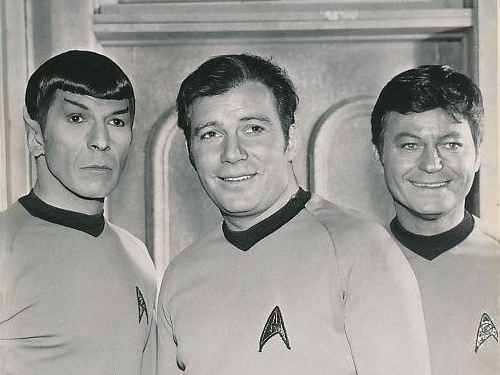
Michelle Erica Green ha definito Khan un perfetto complemento per Spock, Kirk e McCoy

Nel 1967, al momento della prima messa in onda, The Indiana Gazette ha definito Spazio profondo "un buon pezzo di fantascienza". La Kokomo Tribune lo ha definito fantasioso e ha anche scritto che l'episodio è stato "particolarmente interessante" per il suo "commento sulla conoscenza scientifica alla fine degli anni novanta".
In seguito, decenni dopo la prima messa in onda, sono state scritte ulteriori recensioni. Zack Handlen di The A.V. Club ha assegnato all'episodio una valutazione A, facendo notare l'importanza dei personaggi e l'interazione tra Kirk e Spock, che sottolinea la loro amicizia. Michelle Erica Green ha definito l'episodio "leggendario" nella sua recensione per Trek Today, indicando Khan come il perfetto complemento al il trio formato da Kirk, Spock e McCoy e aggiungendo che episodi successivi e film basati su di esso non avevano tolto lo smalto all'episodio Spazio profondo. Nella sua recensione per Den of Geek, Mark Pickavance ha affermato che l'aver realizzato un sequel dell'episodio per il cinema è stata una "scelta ovvia avendo un ottimo materiale di partenza".
La recensione di Eugene Myers e Torrie Atkinson su Tor.com critica l'attrazione provata dalla dottoressa McGivers per Khan, affermando che è "davvero disturbante vedere l'immediata attrazione che lei prova per lui e la sua facile sottomissione nei confronti del suo comportamento ingiurioso e di controllo nei suoi confronti". Entrambi hanno comunque elogiato l'episodio, Myers gli ha dato un punteggio di 5 su 6 e Atkinson di 6 su 6. Tor ha inoltre posizionato Spazio profondo al terzo posto della classifica degli elementi maggiormente sottovalutati di Star Trek, affermando che "come storia introduttiva su ciò che era la vecchia scuola di Star Trek, Spazio profondo è perfetto. Rappresenta un concetto di fantascienza originale, alle prese con nozioni di bioingegneria e ingegnosità nel creare un mostro, e mostra il capitano Kirk picchiare a sangue qualcuno con un pezzo di polistirolo. Cosa volere di più?".
L'episodio appare in numerose liste dei migliori episodi della serie originale in diverse pubblicazioni, tra cui Newsweek, Forbes, Collider, TV Guide, Vulture e Entertainment Weekly. IGN ha inserito Spazio profondo al quarto posto della propria lista, elogiando la scazzotata tra Kirk e Khan. Spazio profondo è tra i primi dieci episodi elencati da Cinefantastique ed è stato incluso anche in un elenco di dieci episodi di Star Trek "da vedere" su The A.V. Club Zack Handlen ha scritto che "presenta una straordinaria performance della guest star Montalbán, che dona al franchise uno dei suoi più grandi cattivi e pone le basi per uno dei migliori film di avventura e fantascienza mai realizzati".

## Sequel e riferimenti nelfranchise

### Star Trek II - L'ira di Khan
Gli eventi narrati in Spazio profondo fanno da base per il film del 1982 Star Trek II - L'ira di Khan (Star Trek II: The Wrath of Khan) diretto da Nicholas Meyer. Harve Bennett venne incaricato di produrre un sequel di Star Trek (Star Trek: The Motion Picture, 1979), senza aver tuttavia mai visto la serie televisiva. Chiese così di poter visionare ogni singolo episodio privatamente, finendo per scegliere Khan come un efficace antagonista, cosa che per altro mancava nel primo film. Nel riprendere il ruolo di Khan, Montalbán era preoccupato che gli spettatori lo vedessero solamente come Mr. Roarke di Fantasilandia, ma riuscì a rientrare nei panni di Khan in modo più convincente dopo aver a sua volta rivisto l'episodio Spazio profondo.
Il film registra un guadagno lordo di 14,3 milioni di dollari il primo fine settimana di proiezione, arrivando a incassare 78,9 milioni di dollari a livello nazionale negli Stati Uniti,, risultando il sesto film più veduto del 1982.
Nel film Khan riconosce Chekov, anche se il personaggio si è unito all'equipaggio dell'Enterprise solamente durante la seconda stagione, molto tempo dopo questo episodio. Questo grossolano errore è stato descritto nel libro di Deborah Cartmell e Imelda Wheland, Adaptations. From Text to Screen, Screen to Text, come la "peggior gaffe di tutto il fandom di Star Trek". L'adattamento letterario de L'ira di Khan sostiene che Chekov stava lavorando durante il turno di notte in quel momento. Nell'episodio della seconda stagione della serie classica, Il gatto nero (Catspaw), trasmesso il 21 ottobre 1967, viene rivelato che Chekov ha registrato una data stellare precedente a Spazio profondo, confermando che si è unito all'equipaggio dell'Enterprise prima dell'arrivo di Khan.

### Star Trek: Deep Space Nine
I "potenziati" sono protagonisti di alcuni episodi della serie Star Trek: Deep Space Nine. Nel sedicesimo episodio della quinta stagione della serie televisiva Star Trek: Deep Space Nine, Il Dottor Bashir, suppongo (Doctor Bashir, I Presume), trasmesso il 24 febbraio 1997, si fanno espliciti riferimenti a Khan, alle guerre eugenetiche e ai potenziati. Nell'episodio si scopre infatti che il dottor Julian Bashir è stato "potenziato" all'età di sette anni a causa di ritardi nello sviluppo e gravi difficoltà di apprendimento, che lo avrebbero reso un emarginato. Il padre, Richard Bashir, ha quindi deciso di far risequenziare il DNA del figlio per migliorarne le capacità mentali e il coordinamento psico-fisico. La cosa è, da almeno cento anni, illegale nella Federazione Unita dei Pianeti, il che comporta il carcere per il padre di Bashir, una volta che la cosa viene scoperta e denunciata ai superiori del dottore della stazione Deep Space Nine. Durante la produzione dell'episodio, l'autore René Echevarria, alla ricerca di un passato segreto per il dottor Bashir, si rese conto che il tema dell'eugenetica in Star Trek era stato esplorato solamente per la storia relativa a Khan e agli altri potenziati. Il suo collega Ronald D. Moore decise così di collegare il background di Bashir all'ingegneria genetica.
Quattro persone geneticamente modificate sono protagoniste del nono episodio della sesta stagione di Deep Space Nine, Probabilità statistiche (Statistical Probabilities), trasmesso il 24 novembre 1997. Si tratta di Jack, un uomo iperattivo, Lauren, una donna che gioca il ruolo di seduttrice, Patrick, un uomo anziano di carattere infantile e la totalmente apatica Serina. I quattro hanno subito modifiche genetiche, ma con il risultato di presentare disfunzioni nel comportamento. Le loro capacità, tuttavia, possono risultare utili per prevedere le mosse del Dominio e aiutare così la Federazione sulla base di calcoli probabilistici che Il Dottor Bashir elabora assieme al gruppo.
I quattro potenziati sono nuovamente protagonisti dell'episodio della settima stagione Crisalide (Chrysalis), trasmesso il 28 ottobre 1998, quando, travestiti da ufficiali della Flotta, si ripresentano su Deep Space Nine per chiedere al Dottor Bashir di aiutare Serina a uscire dal suo stato catatonico. Il Dottor Bashir ha la conoscenza per poter portare a termine l'intervento, ma non i mezzi. Jack, Lauren e Patrick costruiscono così un dispositivo che permetterà al Dottor Bashir di operare Serina e darle la capacità di interagire con gli altri. Serina si rivelerà dotata di doti fuori dal comune e non più disfunzionale, potendo così venire assunta presso un laboratorio della Federazione in qualità di scienziato.

### Star Trek: Enterprise
La serie televisiva Star Trek: Enterprise contiene numerosi riferimenti agli eventi descritti per la prima volta in Spazio profondo. Nell'episodio della terza stagione Il crepuscolo del tempo (Twilight), trasmesso nel 2003, i sopravvissuti all'attacco degli Xindi alla Terra si stabiliscono su Ceti Alpha V.
Dei potenziati, frutto dell'ingegneria genetica e prodotti nello stesso periodo in cui furono sviluppati Khan e i suoi seguaci, sono protagonisti dei tre episodi consecutivi Terra di confine (Borderland), Stazione 12 (Cold Station 12) e I potenziati (The Augments) della quarta stagione della serie. La storia vede protagonista un gruppo di giovani potenziati riportati in vita da Arik Soong (antenato di Noonien Soong, il "papà" di Data, e interpretato sempre da Brent Spiner) da embrioni genenticamente modificati durante le guerre eugenetiche. Costoro si impadroniscono di un vascello Klingon e si dirigono alla stazione spaziale Cold Station 12 dove sono conservati gli embrioni degli altri potenziati che intendono portare in vita per creare una razza di superuomini, ma il loro piano viene sventato dal Capitano Archer e dall'equipaggio dell'Enterprise. La trama degli episodi contiene deliberatamente un collegamento voluto dai produttori di Enterprise tanto all'episodio della serie classica Spazio profondo quando al film L'ira di Khan ed è una delle tante trame della quarta stagione della serie in cui sono stati volutamente inclusi elementi della serie classica nella speranza che questo potesse aiutare a riportare in alto l'indice di ascolto della serie.
I potenziati sono infatti successivamente protagonisti anche degli episodi Virus letale (Affliction) e Divergenze (Divergence), sempre della quarta stagione della serie, dove sono i Klingon stavolta a tentare di produrre dei potenziati con l'uso dell'ingegneria genetica sviluppata sulla Terra della fine del XX secolo, con il risultato però di creare un virus letale che miete vittime sul pianeta Qu'Vat, una colonia Klingon. Il Dottor Phlox, rapito dai Klingon, aiuta a debellare il virus, ma con il risultato di trasformare geneticamente alcuni Klingon, cui sparisce la cresta sul cranio, avvicinando la loro morfologia a quella umana. La trama degli episodi tenta così di fornire anche una spiegazione alla differenza nell'aspetto dei Klingon della serie classica, rispetto a quelli presentati a partire dal film Star Trek del 1979 e fino a tutta la serie Enterprise, il cui aspetto originalmente era molto più simile a quello umano divenendo poi invece molto più alieno.

### Into Darkness - Star Trek
Gli eventi di Spazio profondo e de L'ira di Khan sono citati direttamente in Into Darkness - Star Trek (Star Trek Into Darkness), film del 2013 diretto da J. J. Abrams in cui Khan viene interpretato da Benedict Cumberbatch. Il film ha incassato 70,1 milioni di dollari nel fine settimana della prima proiezione e un totale di 467,3 milioni di dollari a livello internazionale durante la distribuzione cinematografica. La IDW Publishing ha lanciato una miniserie di fumetti in cinque parti intitolata Star Trek: Khan, come parte della linea di fumetti Star Trek, in cui viene descritta la prima parte della vita di Khan e dove gli eventi di Into Darkness - Star Trek divergono da quelli descritti in Spazio profondo. Roberto Orci, uno degli autori del film, ha fornito consulenza per la serie a fumetti. Questa serie ha spiegato anche come Khan abbia cambiato aspetto per essere rappresentato da Cumberbatch nel film.

### Altri riferimenti
Le guerre eugenetiche, menzionate per la prima volta in Spazio Profondo, vengono inserite nella Star Trek Chronology di Michael e Denise Okuda, come avvenute tra il 1992 e il 1996. Qui si considera una fortuna che questi eventi non siano mai accaduti nel mondo reale e si fa notare che lo sviluppo della Botany Bay nel 1996 è un esempio di come le previsioni tecnologiche di Star Trek abbiano fallito con un margine significativo.
La guerra stessa è stata menzionata altrove nel franchise: la prima menzione dopo Spazio profondo viene fatta nell'episodio della serie televisiva animata Star Trek, trasmesso il 13 ottobre 1973, Il tocco vulcanico (The Infinite Vulcan), in cui una versione clonata del Dr. Stavos Keniclius, uno scienziato, clona Spock.
L'episodio pilota di Star Trek: The Next Generation, Incontro a Farpoint (Encounter at Farpoint, 1987) e il film Primo contatto (Star Trek: First Contact, 1996), hanno confuso le cose affermando che la terza guerra mondiale, anche nota come guerre eugenetiche, era scoppiata negli anni 2050. Quando Echevarria scrisse che le guerre eugenetiche ebbero luogo 200 anni prima dell'episodio di Deep Space Nine, Il Dottor Bashir, suppongo, prese l'intervallo di tempo direttamente da L'ira di Khan, non tenendo conto del secolo aggiuntivo tra gli eventi della serie originali e dei film associati.
Ai potenziati e alle guerre eugenetiche si accenna nell'episodio Ghosts of Illyria, della serie televisiva Star Trek: Strange New Worlds, in quanto Una Chin-Riley è una Illyriana potenziata e La'an Noonien-Singh è una lontana discendente di Khan Noonien Singh. Nell'episodio Domani e domani e domani Khan è un bambino e si afferma che le guerre eugenetiche iniziarono quasi alla metà del XXI secolo: per giustificare una simile incongruenza, viene introdotta una terrorista temporale romulana che, con i suoi interventi, ha spostato in avanti l'inizio del conflitto.

## Merchandising

### Libri
- L'episodio è stato romanzato in un racconto breve dallo scrittore James Blish pubblicato come parte della serie di romanzi Star Trek pubblicati dalla Bantam Books. Il libro, pubblicato nel 1968, contiene sette storie brevi, ognuna delle quali basata su un episodio della serie classica. L'adattamento di Spazio profondo è l'ultimo dei racconti presenti nel libro.[74]
- Un altro racconto, non canonico, To Reign in Hell: The Exile of Khan Noonien Singh, è stato pubblicato dalla Pocket Books del 2005 e funge da sequel di Spazio profondo e prequel de L'ira di Khan, raccontando eventi intercorsi tra le due storie espandendo la storia d'amore tra Khan e la dottoressa McGivers. Nel racconto l'autore cerca di conferire maggiore carattere al personaggio della dottoressa McGivers, che, così come viene descritta nell'episodio, non era esattamente "l'orgoglio della Flotta stellare e ancor meno un modello femminista".[75]
- Gli eventi delle guerre eugenetiche cui si fa riferimento nell'episodio, vengono citati nel racconto Assignment: Eternity dello scrittore Gary Cox e sono collocati nella cronologia di Star Trek immediatamente dopo l'episodio Missione Terra (Assignment: Earth), ultimo della seconda stagione della serie televisiva degli anni sessanta, includendo i personaggi di Gary Seven e Roberta Lincoln.[76] Nel racconto Seven e la Lincold vengono coinvolti nel rovesciamento di Khan durante le guerre eugenetiche. L'autore non aveva l'intenzione di esplorare ulteriormente questo evento della cronologia di Star Trek nel suo romanzo, tuttavia gli è stato chiesto di farlo dall'editore Pocket Books. Cox ha infatti scritto successivamente una storia, divisa in due volumi, su uno specifico evento delle guerre eugenetiche, intitolata Star Trek: The Eugenics Wars. The Rise and Fall of Khan Noonien Singh. Dato che le guerre eugenetiche avevano già avuto luogo, lui le descrive come una "storia segreta" che non sarebbe stata svelata se non generazioni più avanti.[77] L'autore considera che questo approccio avrebbe reso coerente la storia di Star Trek: Voyager divisa in due episodi Futuro anteriore, in cui i membri dell'equipaggio della USS Voyager viaggiano indietro nel tempo alla Terra dello stesso periodo delle guerra eugenetiche, senza trovarvi alcuna traccia.[77]

### Fumetti
- Un ulteriore approfondimento sulle guerre eugenetiche e su Khan è presente nella serie a fumetti Star Trek: Khan.[66]

### Giocattoli
- Tra il 1993 e il 1993 la Galoob ha realizzato per la linea Micro Machines una serie dedicata alle astronavi di Star Trek. La linea comprende anche una versione mignon della SS Botany Bay.
- La Diamond Select ha realizzato un'edizione contenente lei action figure dei personaggi di Khan e Kirk come appaiono nell'episodio Spazio profondo, con Khan che indossa la giacca color oro e Kirk la blusa verde del capitano.[78][79] La stessa azienda ha realizzato inoltre un'edizione comprendente Khan e Kirk come appaiono nella scena finale dell'episodio in cui lottano tra loro, con Khan che indossa la tuta rossa e Kirk, sempre in blusa verde, che brandisce il tubo con cui sconfigge Khan.[80] Nel 2008, la stessa casa di giocattoli ha realizzato le action figure di Khan e Kirk da Spazio profondo anche nella Series 3 della linea caricaturale Minimates.[81]
- Tra il 2007 e il 2009 la casa di giocattoli statunitense EMCE Toys, che ha realizzato riproduzioni fedeli delle action figure della Mego degli anni settanta, in particolare quelli della serie classica di Star Trek.[82] La EMCE Toys realizzato sette wave di personaggi della serie classica di Star Trek, compreso il personaggio, in precedenza non realizzato dalla Mego, di Khan, così come appare nell'episodio Spazio profondo, che indossa la tuta rossa.[82]
- Nel 2017 la Quantum Mechanix ha realizzato una action figure in scala 1/6 di Khan Noonien Singh così come appare nell'episodio Spazio profondo, con la caratteristica tuta rossa.[83][84] La figura è dotata di mani intercambiabili, un Phaser piegato e il tubo con cui Kirk sconfigge Khan in sala macchine alla fine dell'episodio.[83][84]
- Nel febbraio 2021 la Polar Lights ha realizzato i modellini in scala 1/1000 delle astronavi Enterprise e Botany Bay affiancate, come appaiono nelle scene iniziali nello spazio dell'episodio Spazio profondo.[85][86]
- Nel giugno 2021 la Funko per la sua linea di action figure intitolata Pop!, ha distribuito i due personaggi di Khan e Kirk così come appaiono nell'episodio Spazio pronfondo.[87]

### Altro
- Una locandina in stile retro dell'episodio Spazio profondo è stata creata dall'artista Juan Ortiz nel 2013, attorno al periodo dell'uscita del film Into Darkness - Star Trek.[88]

## Riconoscimenti
- 1966 - Golden Reel
  - Per il montaggio sonoro[16]